# KVV Zepperen-Brustem
KVV Zepperen-Brustem is een Belgische voetbalclub uit Zepperen en Brustem. De club is aangesloten bij de KBVB met stamnummer 8250 en heeft paars en wit als kleuren. De club speelde in haar bestaan een paar seizoenen in de nationale reeksen.

## Geschiedenis
In 1959 werd VK Zepperen opgericht. Men sloot zich aan bij de Belgische Voetbalbond en ging er van start in een reservenreeks. Na een seizoen ging men dan definitief van start op het laagste provinciale niveau, in die tijd Derde Provinciale. In 1963 richtte men ook een jeugdbestuur op en ging men met een eerste jeugdploeg van start.
In 1975 werd VV Brustem Centrum opgericht. Ook zij sloten zich aan bij de Belgische Voetbalbond en kregen stamnummer 8250 toegewezen.
De club kende al gauw succes en na zeven jaar was men al opgeklommen tot op het hoogste provinciale niveau. In 1988 ken men nog meer succes en VK Zepperen bereikte voor het eerst de nationale reeksen. Het eerste seizoen in Vierde Klasse kon men zich daar vlot handhaven in de middenmoot, maar een seizoen later eindigde men op ruime achterstand voorlaatste. Na twee jaar nationaal voetbal zakte Zepperen zo in 1990 terug naar Eerste Provinciale.
De volgende jaren ging het ook in de provinciale reeksen moeilijker en tegen het eind van de eeuw was de club weer weggezakt naar Derde Provinciale. VK Zepperen klom in het begin van de 21ste eeuw weer op. Bij het 50-jarig bestaan in 2009 werd de club koninklijk. Na reekswinst in Tweede Provinciale in 2011 bereikte KVK Zepperen weer het hoogste provinciale niveau. Na een seizoen zakte men echter terug naar Tweede Provinciale.
Na twee jaar Tweede Provinciale promoveerde Zepperen in 2014 nog eens naar Eerste Provinciale.
In 2015 fuseerden VK Zepperen en VV Brustem Centrum om zo KVV Zepperen-Brustem te vormen, men nam Brustems stamnummer over. Het stamnummer van Zepperen, 6209, werd geschrapt. De eerste ploeg ging in Zepperen spelen, de tweede in Brustem.

## Resultaten
| Seizoen                                                                   | Klasse | Klasse | Klasse | Klasse | Klasse | Klasse | Klasse | Klasse | Klasse | Reeks                                                    | Punten                                                   | Opmerkingen                                              |
|                                                                           | I      | I      | II     | III    | IV     | P.I    | P.II   | P.III  | P.IV   |                                                          |                                                          |                                                          |
| ------------------------------------------------------------------------- | ------ | ------ | ------ | ------ | ------ | ------ | ------ | ------ | ------ | -------------------------------------------------------- | -------------------------------------------------------- | -------------------------------------------------------- |
| Als VK Zepperen (Voetbalkring Zepperen)                                   |        |        |        |        |        |        |        |        |        |                                                          |                                                          |                                                          |
| 2004/05                                                                   |        |        |        |        |        |        | 6      |        |        | Tweede prov. Lim. C                                      | 45                                                       |                                                          |
| 2005/06                                                                   |        |        |        |        |        |        | 3      |        |        | Tweede prov. Lim. C                                      | 50                                                       | verloren in eindronde                                    |
| 2006/07                                                                   |        |        |        |        |        |        | 4      |        |        | Tweede prov. Lim. A                                      | 54                                                       | verloren in eindronde                                    |
| 2007/08                                                                   |        |        |        |        |        |        | 6      |        |        | Tweede prov. Lim. B                                      | 44                                                       |                                                          |
| 2008/09                                                                   |        |        |        |        |        |        | 5      |        |        | Tweede prov. Lim. B                                      | 54                                                       | verloren in eindronde                                    |
| Als KVK Zepperen (Koninklijke Voetbalkring Zepperen)                      |        |        |        |        |        |        |        |        |        |                                                          |                                                          |                                                          |
| 2009/10                                                                   |        |        |        |        |        |        | 2      |        |        | Tweede prov. Lim. B                                      | 62                                                       | verloren in eindronde                                    |
| 2010/11                                                                   |        |        |        |        |        |        | 1      |        |        | Tweede prov. Lim. B                                      | 59                                                       | kampioen                                                 |
| 2011/12                                                                   |        |        |        |        |        | 14     |        |        |        | Eerste prov. Lim.                                        | 21                                                       | degradatie                                               |
| 2012/13                                                                   |        |        |        |        |        |        | 2      |        |        | Tweede prov. Lim. B                                      | 68                                                       | verloren in eindronde                                    |
| 2013/14                                                                   |        |        |        |        |        |        | 1      |        |        | Tweede prov. Lim. B                                      | 57                                                       | kampioen                                                 |
| 2014/15                                                                   |        |        |        |        |        | 8      |        |        |        | Eerste prov. Lim.                                        | 46                                                       |                                                          |
| Als KVV Zepperen-Brustem (Koninklijke Voetbalvereniging Zepperen-Brustem) |        |        |        |        |        |        |        |        |        |                                                          |                                                          |                                                          |
| 2015/16                                                                   |        |        |        |        |        | 7      |        |        |        | Eerste prov. Lim.                                        | 44                                                       |                                                          |
|                                                                           | 1A     | 1B     | 1Am    | 2Am    | 3Am    | P.I    | P.II   | P.III  | P.IV   | Vanaf 2016-17 zijn er 3 nationale en 2 regionale niveaus | Vanaf 2016-17 zijn er 3 nationale en 2 regionale niveaus | Vanaf 2016-17 zijn er 3 nationale en 2 regionale niveaus |
| 2016/17                                                                   |        |        |        |        |        | 4      |        |        |        | Eerste prov. Lim.                                        | 52                                                       | verloren in eindronde                                    |
| 2017/18                                                                   |        |        |        |        |        | 6      |        |        |        | Eerste prov. Lim.                                        | 44                                                       |                                                          |
| 2018/19                                                                   |        |        |        |        |        | 7      |        |        |        | Eerste prov. Lim.                                        | 50                                                       |                                                          |
| 2019/20                                                                   |        |        |        |        |        | 12     |        |        |        | Eerste prov. Lim.                                        | 30                                                       | Seizoen vroegtijdig stopgezet door Covid-19              |
| 2020/21                                                                   |        |        |        |        |        |        |        |        |        | Eerste prov. Lim.                                        |                                                          | Geschrapt wegens de Coronacrisis.                        |
| 2021/22                                                                   |        |        |        |        |        | 8      |        |        |        | Eerste prov. Lim.                                        | 36                                                       |                                                          |
| 2022/23                                                                   |        |        |        |        |        | 1      |        |        |        | Eerste prov. Lim.                                        | 71                                                       | kampioen                                                 |
| 2023/24                                                                   |        |        |        |        | 3      |        |        |        |        | Derde afdeling VV B                                      | 53                                                       |                                                          |
| 2024/25                                                                   |        |        |        |        | 7      |        |        |        |        | Derde afdeling VV B                                      | 43                                                       |                                                          |
| 2025/26                                                                   |        |        |        |        |        |        |        |        |        | Derde afdeling VV B                                      |                                                          |                                                          |

## Bekende (oud-)spelers
- Souhail Belkassem (KVV Zepperen-Brustem)
- Yoni Buyens (KVV Zepperen-Brustem
- Giel Deferm (jeugd, VK Zepperen)
- Peter Delorge (VK Zepperen)
- Dylan Vanwelkenhuysen (Brustem VV, KVV Zepperen-Brustem)